# Zhoushan
Zhoushan (舟山 ; pinyin : Zhōushān) est une ville-préfecture composée exclusivement d'îles et située dans la baie de Hangzhou, dans le nord-est de la province du Zhejiang, en Chine. La préfecture tient son nom de la plus grande de ses îles, l'île de Zhōushān.

## Subdivisions administratives
La ville-préfecture de Zhoushan exerce sa juridiction sur quatre subdivisions - deux districts et deux xian :
- le district de Dinghai - 定海区 Dìnghǎi Qū ;
- le district de Putuo - 普陀区 Pǔtuó Qū ;
- le xian de Daishan - 岱山县 Dàishān Xiàn ;
- le xian de Shengsi - 嵊泗县 Shèngsì Xiàn.